# Новогрудское гетто
Новогру́дское гетто (декабрь 1941 — осень 1943) — еврейское гетто, место принудительного переселения евреев города Новогрудка Гродненской области в процессе преследования и уничтожения евреев во время оккупации территории Белоруссии войсками нацистской Германии в период Второй мировой войны.

## Оккупация города и создание гетто
Накануне войны в Новогрудке из 6000 евреев — 63 % населения, остались 4500-5000 человек.
Город был оккупирован немецкими войсками 3 года — с 4 июля 1941 года по 8 июля 1944 года. Евреев сразу обязали нашить на верхнюю одежду латки в виде жёлтой шестиконечной звезды.
Сразу после занятия города нацисты выгнали на улицу 100 евреев, построили, и каждого второго расстреляли. В субботу 14 июля 1941 года немцы схватили 52 еврея на торговой площади и расстреляли их на еврейском кладбище. 26 июля 1941 года были убиты ещё около 60 евреев.
Был создан юденрат, председателем которого назначили адвоката Цехановского.
6 декабря 1941 года евреям приказали собраться в помещении городского суда, заперли и продержали ночь. Утром 7 декабря от здания суда одна за другой отправляли машины с евреями в сторону военного городка в Скрыдлево. Целый день оттуда доносилась ружейная пальба, в этот день были убиты 500 человек.
Оставшихся в живых евреев в декабре 1941 года согнали в два гетто — на улицах Пересецкой и Минской, огородили деревянным забором и несколькими рядами колючей проволоки. На работу выводили в город.
В гетто на улице Пересецкой согнали около 8000 евреев со всего района (в том числе, из Вселюба).
В августе 1942 года под жилые бараки гетто были отданы мастерские и конюшни бывшего воеводского суда, в которые заселили более 500 человек.

## Уничтожение гетто

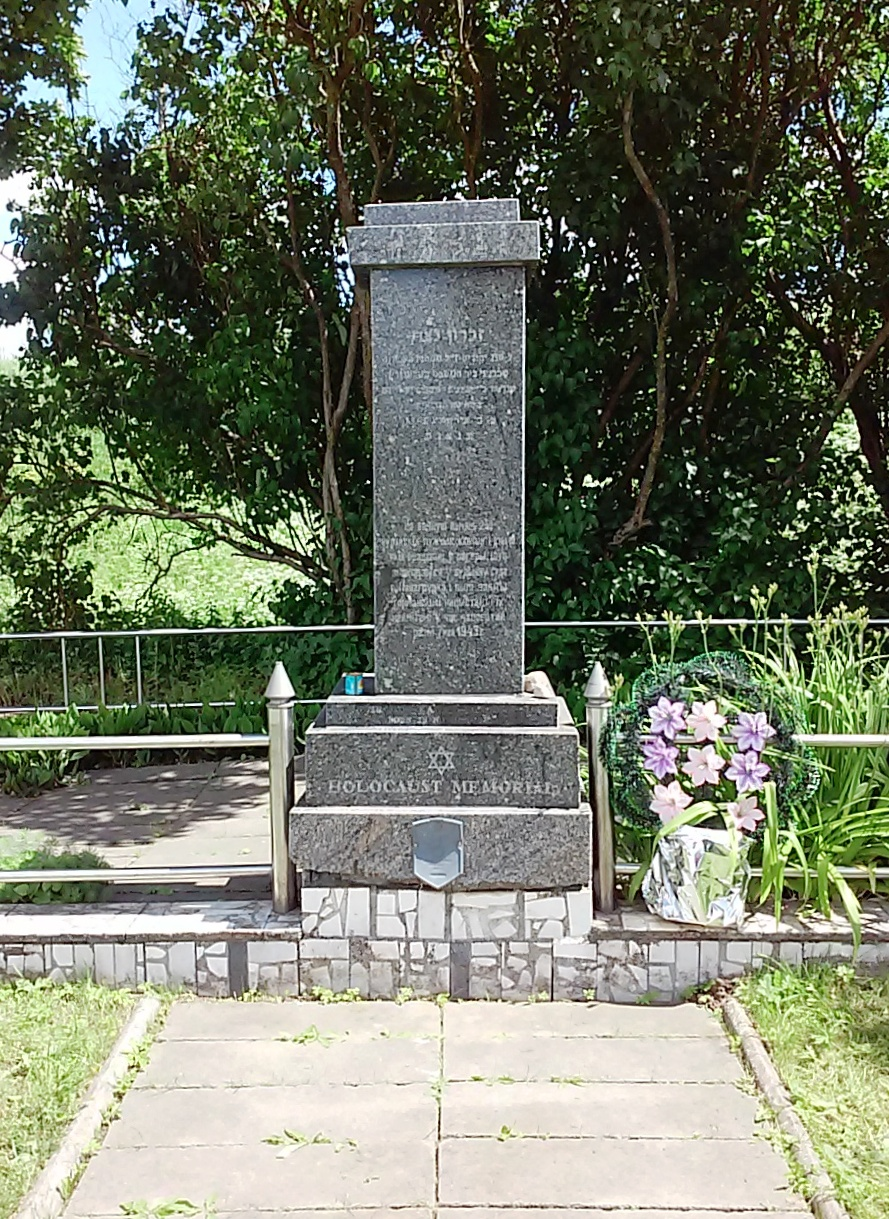
Памятник в конце улицы Минской

Сначала гетто было «открытым».

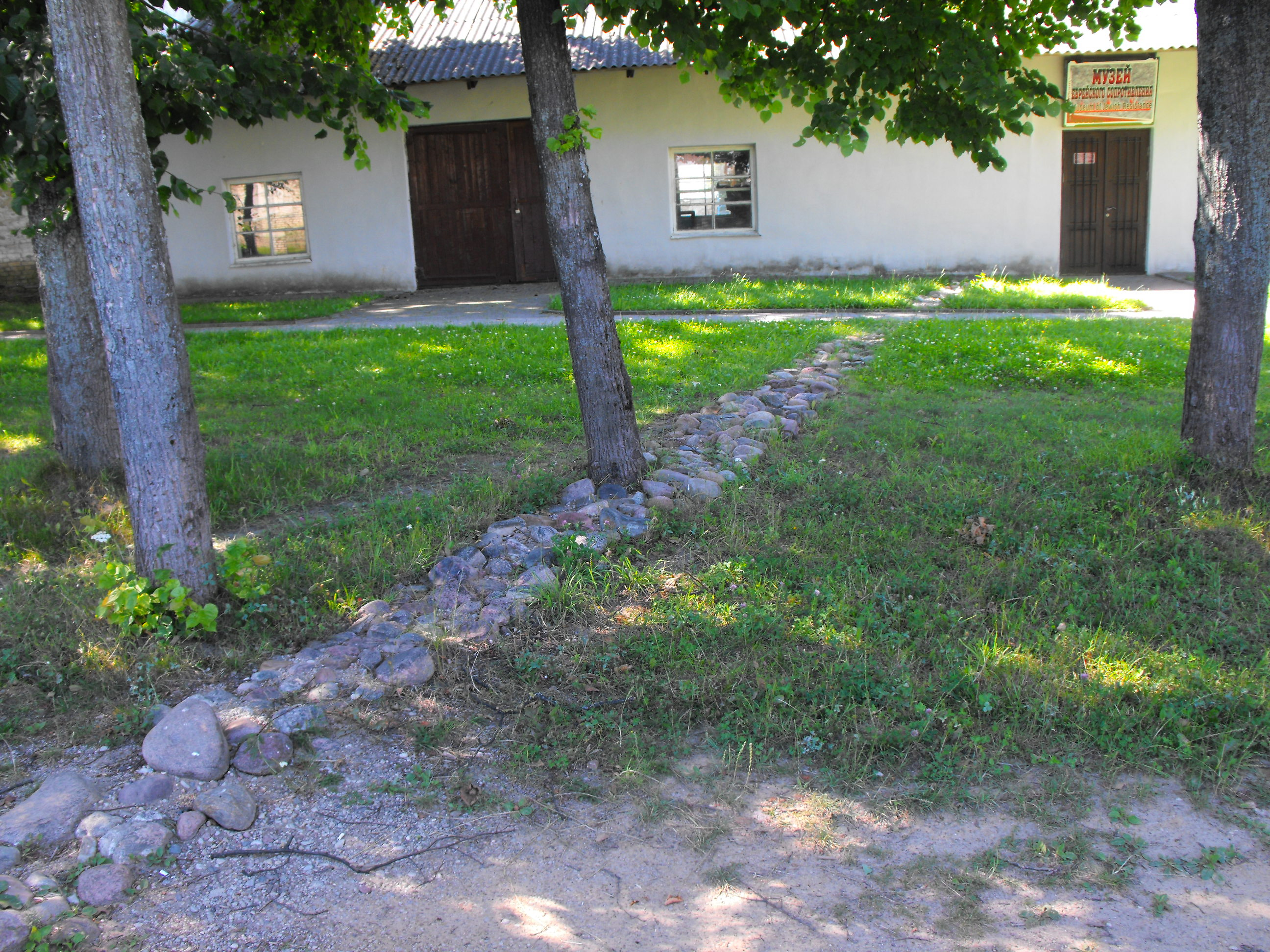
Обозначенная снаружи часть подземного хода, прорытого узниками гетто в 1943 году.

С декабря 1941 года по осень 1943 года в Новогрудке были убиты 10 000 евреев. Убийства проводились большей частью у деревни Селец по Минскому шоссе.
Только за 8 декабря 1941 года (первый день массового расстрела) в Новогрудке погибло 2990 (3500) евреев.
Накануне второй «акции» (таким эвфемизмом гитлеровцы называли организованные ими массовые убийства), которая была проведена в гетто на Пересеке 7 (8) августа 1942 года, лучшим специалистам были выданы новые рабочие карточки. Узники гетто ремонтировали униформу для вермахта и шили одежду для немецкой гражданской администрации, не покидая стен лагеря. В убийстве участвовал также 36-й эстонский полицейский батальон.
7 мая 1943 года были расстреляны около 300 человек — в основном, женщины и дети. Гетто на улице Минской было полностью уничтожено к осени 1943 года, а гетто на улице Пересецкой — к июлю 1942 года. В живых осталось не более 350 узников.
В уничтожении Новогрудского гетто активное участие принимали и силы вермахта — 7-я рота и 11-й литовский пехотный батальон 727-го пехотного полка 8 декабря осуществляли поддержку при убийстве 3000 евреев Новогрудка.

## Сопротивление и побег
Побеги из гетто начались в апреле 1942 года.
В середине мая 1943 года последние уцелевшие узники гетто начали рыть подземный ход длинной 250 метров, выходящий за территорию гетто, и через пять месяцев, 26 сентября 1943 года, через него был осуществлён побег. Всего через туннель бежали 232 человека.
Более 100 спасшихся через тоннель евреев воевали в партизанском отряде Бельского, несколько десятков — в других отрядах.

## Случаи спасения и «Праведники народов мира»
В Новогрудке 13 человек были удостоены почётного звания «Праведник народов мира» от израильского мемориального института «Яд Вашем» «в знак глубочайшей признательности за помощь, оказанную еврейскому народу в годы Второй мировой войны».
- Ростковские Юлиан и Иоанна, Соловей (Ростковская) Михалина — спасли Мейерсон Фруму[32].
- Святковская Анна — спасла Ляуданскую Иренку[33].
- Козловские Константин, Владимир и Геннадий — спасли 7 узников Новогрудского гетто[34].
- Тарнецкая Барбара — спасла Ляуданских Эстеллу и Александра[35].
- Бобровские Франтишек, Франтишка, Мария, Михал и Стефан — спасли 14 евреев из гетто в Новогрудке[36].

## Память
Опубликованы неполные списки убитых в Новогрудке евреев.
Одно из зданий еврейского гетто (улица Минская, 64), из которого осенью 1943 года новогрудские евреи, вырыв подземный туннель, совершили побег — в нём сейчас расположен «Музей еврейского сопротивления в Новогрудке» — экспозиция Новогрудского историко-краеведческого музея.
Установлены памятники на местах 3 массовых убийств евреев, установленные в 1990-х годах бывшим узником гетто Джеком Каганом:
- в конце улицы Минской на месте последнего расстрела новогрудских евреев 7 мая 1943 года — в 1993 году;
- в двух километрах от города, не доезжая деревни Литовка — в 1993 году;
- недалеко от деревни Скрыдлево — в 1995 году[8].

В 2017 году на месте бывшего гетто возведён памятник, посвящённый узнице Михле Сосновской — 12-летней еврейской девочке, расстрелянной полицаями.